# Sheyla Fariña
Sheyla Fariña, all'anagrafe Sheyla Fariña García (Tordoia, 12 novembre 1986), è un'attrice, doppiatrice e modella spagnola, nota per aver interpretato il ruolo di Manuela Manzano/Carmen Blasco nella soap Una vita (Acacias 38).

## Biografia
Sheyla Fariña è nata il 12 novembre 1986 a Tordoia, in provincia della Coruña, nella comunità della Galizia (Spagna), e oltre alla recitazione si occupa anche di teatro.

## Carriera
Sheyla Fariña dopo essersi laureata in arte drammatica all'ESAD di Vigo, nel 2007 si è fatta conoscere interpretando il ruolo di Xandra, uno dei personaggi principali della telenovela Valderrei. Dopo aver recitato in gruppi teatrali come Sardiña o Libélula ad La Coruña, è comparsa in piccoli ruoli in film e serie televisive di produzione galiziana. Nel 2007 ha recitato nel cortometraggio Lúa e Leo diretto da Clara García Nieto.
Nel 2008 ha recitato nei film Pradolongo (nel ruolo di Carolina) diretto da Ignacio Vilar e in Rafael diretto da Xavier Bermúdez. Nello stesso anno ha recitato nel cortometraggio Santiago de sangre diretto da Francisco Calvelo. Nel 2009 ha interpretato il ruolo di Laura nel film televisivo O club da calceta diretto da Antón Dobao. L'anno successivo, nel 2010, ha recitato nel cortometraggio A estadea diretto da Pablo Cacheda. L'anno successivo, nel 2011, ha recitato nel film La pelle che abito (La piel que habito) diretto da Pedro Almodóvar. Nel 2012 ha recitato ricoperto il ruolo di Elsa nel film Vilamor diretto da Ignacio Vilar.
Nel 2014 e nel 2015 ha interpretato il ruolo di Álex nella serie Serramoura. Nel 2015 e nel 2016 è stata scelta da TVE per interpretare il ruolo di Manuela Manzano nella soap opera in onda su La 1 Una vita (Acacias 38) e dove ha recitato insieme ad attori come Roger Berruezo, Sara Miquel, Inés Aldea, Marc Parejo, Carlos Serrano-Clark e Alba Brunet. Nel 2016 ha recitato nelle serie Augasquentes (nel ruolo di Elisa Pérez) e in Fontealba (nel ruolo di Nina). L'anno successivo, nel 2017, ha recitato nelle serie Pazo de Familia e in Vidago Palace. Nello stesso anno ha ricoperto il ruolo di Alicia nel cortometraggio La madrina diretto da Pedro Sancho.
Nel 2018 ha recitato nel film Gun City diretto da Dani de la Torre. L'anno successivo, nel 2019, ha recitato nel film María Solinha diretto da Ignacio Vilar. Nel 2020 ha doppiato nel cortometraggio De sangue e cristais diretto da Lucía Ramiro e Bea Villar.

## Filmografia

### Attrice

#### Cinema
- Pradolongo, regia di Ignacio Vilar (2008)
- Rafael, regia di Xavier Bermúdez (2008)
- La pelle che abito (La piel que habito), regia di Pedro Almodóvar (2011)
- Vilamor, regia di Ignacio Vilar (2012)
- La Sombra de la Ley, regia di Dani de la Torre (2018)
- Gun City, regia di Dani de la Torre (2018)
- María Solinha, regia di Ignacio Vilar (2019)

#### Televisione
- Valderrei – serie TV, 87 episodi (2007)
- O club da calceta, regia di Antón Dobao – film TV (2009)
- Serramoura – serie TV, 24 episodi (2014-2015)
- Una vita (Acacias 38) – soap opera, 220 episodi (2015-2016)
- Augasquentes – serie TV (2016)
- Fontealba – serie TV (2016)
- Pazo de Familia – serie TV (2017)
- Vidago Palace – serie TV (2017)

#### Cortometraggi
- Lúa e Leo, regia di Clara García Nieto (2007)
- Santiago de sangre, regia di Francisco Calvelo (2008)
- A estadea, regia di Pablo Cacheda (2010)
- La madrina, regia di Pedro Sancho (2017)

### Doppiatrice

#### Cortometraggi
- De sangue e cristais, regia di Lucía Ramiro e Bea Villar (2020)

## Teatro
- Roedores, presso il teatro Redrum (2014-2015, 2018-2019)
- Contos do Recreo, presso il teatro Redrum (dal 2018)
- Invisibles, presso il teatro Redrum (dal 2018)
- A nena que quería Navegar, presso il teatro Redrum (2018-2019)
- A conquista da escola de Madhubai, presso il teatro do Atlántico (dal 2020)
- O home con gafas de pasta, presso il teatro Redrum (2021)

## Doppiatrici italiane
Nelle versioni in italiano dei suoi film e delle sue serie TV, Sheyla Fariña è stata doppiata da:
- Benedetta Ponticelli[20] in Una vita[21]